# Cabera exanthemata
Cabera exanthemata é uma espécie de insetos lepidópteros, mais especificamente de traças, pertencente à família Geometridae. A autoridade científica da espécie é Giovanni Antonio Scopoli, tendo sido descrita no ano de 1763, em seu livro "Entomologia Carniolica". É encontrada ao redor da Região paleoártica e no Oriente Próximo.
As asas dessa espécie apresentam uma coloração branca, cheia de pintas de coloração amarelada. A envergadurade sua asa é de 30=35 mm. Podem ser encontradas a qualquer momento entre maio e agosto. Essa especia voa durante a noite e é atraida pela luz.
Sua larva é verde com aneis amarelos e bolinhas pretas e roxas, se alimentam de Alnus,fagus,bétula e Salgueiro. A espécie passa o inverno em forma de crisálida.